# Acquiring the Taste
Acquiring the Taste — второй студийный альбом британской рок-группы Gentle Giant, выпущенный в 1971 году лейблом Vertigo Records.
Песня «Pantagruel’s Nativity» навеяна книгой Франсуа Рабле «Гаргантюа и Пантагрюэль».

## Список композиций
1. Pantagruel’s Nativity — 6:50
2. Edge of Twilight — 3:47
3. The House, The Street, The Room — 6:01
4. Acquiring the Taste — 1:36
5. Wreck — 4:36
6. The Moon Is Down — 4:45
7. Black Cat — 3:51
8. Plain Truth — 7:36

## Участники записи
- Гэри Грин — 6-струнная гитара, 12-струнная гитара, 12-струнная wah-wah гитара, ослиная челюсть, кошачий манок, вокал.
- Кери Минниар — электропианино, орган, меллотрон, вибрафон, синтезатор Муга, фортепьяно, клавесин, литавры, мараки, ведущий вокал.
- Дерек Шульман — альт-саксофон, клавикорды, ботало, ведущий вокал.
- Фил Шульман — альт- и тенор-саксофон, кларнет, труба, фортепьяно, мараки, ведущий вокал.
- Рей Шульман — бас-гитара, скрипка, альт, электроскрипка, испанская гитара, тамбурин, 12-струнная гитара, педаль, черепки, вокал.
- Мартин Смит — барабаны, тамбурин, гонги.

Приглашённые музыканты:
- Пол Кош — труба, орган.
- Тони Висконти — блок-флейта, бас-бочка, треугольник.
- Крис Томас — программирование синтезатора Муга.